# Martin Luther und die Juden (Ausstellung)

Titeltafel der Ausstellung

„Ertragen können wir sie nicht“ – Martin Luther und die Juden ist eine Wanderausstellung der Evangelisch-Lutherischen Kirche in Norddeutschland (Nordkirche), die anlässlich des 500. Jahrestages der Reformation im Oktober 2017 das Verhältnis Martin Luthers zu Juden und Judentum thematisiert. Verdeutlicht wird dies durch den weiteren Titelzusatz Ausstellung zum Reformationsjubiläum 2017.
Die Ausstellung wurde erstmals Ende 2013 in Hamburg gezeigt und ist seit Anfang 2014 über die Nordkirche sowie mittlerweile fünf andere evangelische Landeskirchen in Deutschland ausleihbar. Sie wurde seither an zahlreichen Orten in Deutschland gezeigt.

## Die Ausstellung

### Hintergrund

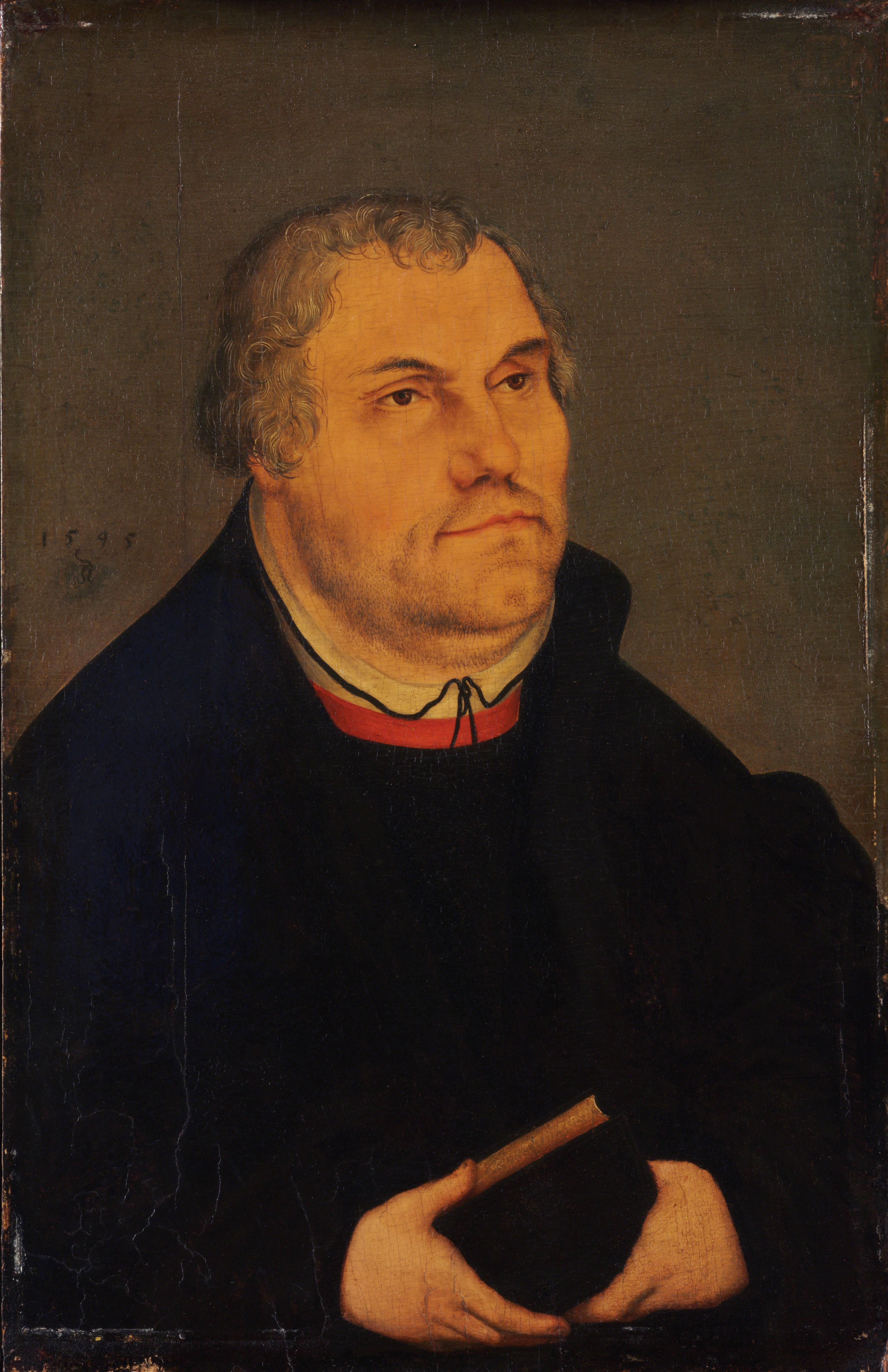
Porträt Martin Luthers (von Lucas Cranach dem Jüngeren, 1555)

Der Reformator Martin Luther (1483–1546) hat ein schwieriges Erbe hinterlassen. Während er sich in der Anfangszeit der Reformation dafür aussprach, die Juden menschlich zu behandeln – gleichwohl mit dem Ziel ihrer Missionierung – hat er sie später „unerträglich geschmäht“ und letztlich die Anwendung von Gewalt gegen sie gefordert. Seine „Judenschriften“ und sein übriges Schrifttum lassen keinen Raum für das Judentum und den jüdischen Glauben. Luthers negative Sicht auf das Judentum ist durch Wort und Bild über Jahrhunderte hindurch wirksam geworden. Demgegenüber blieb das jüdische Selbstbild bedeutungslos.
Erst nach dem Holocaust haben die evangelischen Kirchen begonnen, „sich dem lastenden Erbe von Luthers Judenfeindschaft zu stellen“. Seit den 1960er Jahren distanzierten sich viele evangelische Kirchen öffentlich von Luthers judenfeindlichen Aussagen. Im Zuge der Lutherdekade und des Reformationsjubiläums 2017 rückte eine kritische Aufarbeitung der Judenfeindschaft Luthers verstärkt in den Fokus.

„Der Reformator war ein genialer theologischer Denker, Liederdichter und mutiger Reformator der Kirche, aber auch ein vehement antijüdischer Kirchenmann. Er hielt den jüdischen Glauben für verblendet und die Juden für den größten Feind des Christentums.“

„Das Reformationsjubiläum sollte Anlass sein, uns kraft des reformatorischen Schriftverständnisses mit Luther von Luthers Bibelauslegung in seinen Judenschriften zu distanzieren.“

Mittlerweile distanzieren sich sowohl mehrere evangelische Landeskirchen in Deutschland, darunter auch die Nordkirche, als auch die Synode der Evangelischen Kirche in Deutschland (EKD) von den judenfeindlichen Aussagen Luthers und anderer Reformatoren und fordern zu einer umfassenden Auseinandersetzung mit diesen auf.

### Anlass und Konzeption
Anlass für die Erarbeitung der Wanderausstellung durch die Nordkirche bildete das Reformationsjubiläum 2017. Die Ausstellung wurde im Jahr 2013 im Referat für Christlich-Jüdischen Dialog der Nordkirche von der Referentin, Pastorin Hanna Lehming, erarbeitet und von der Grafikerin Christiane Wenn gestaltet. Beide sind beim Zentrum für Mission und Ökumene der Nordkirche in Hamburg tätig. Finanziell wurde das Projekt durch die Arbeitsstelle Reformationsjubiläum 2017 der Nordkirche gefördert. Die insbesondere für Kirchengemeinden und Schulen konzipierte Ausstellung informiert über das Verhältnis Martin Luthers zu den Juden und zum Judentum im historischen und theologischen Zusammenhang.
„Die Frage des Verhältnisses zum Judentum zieht sich als roter Faden durch die Theologie Martin Luthers“, so die Ev.-luth. Landeskirche Hannovers als einer der Entleiher mit Blick auf die Ausstellung: Verträte Luther in den 1520er Jahren noch eine „vermeintlich judenfreundliche Haltung“, so fänden sich in den 1540er Jahren „Sätze voller Hass und Verachtung“.

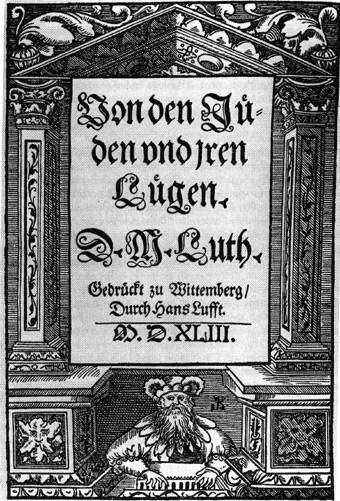
Martin Luther: Von den Juden und ihren Lügen; Titelblatt, Wittenberg 1543

In seiner „übelsten antijüdischen Schrift“ Von den Juden und ihren Lügen von 1543 rufe der Reformator ausdrücklich zur Gewalt gegen die Juden auf und fordere, sie „zu unterdrücken, ihre Synagogen und Häuser zu zerstören und ihre Gebetbücher und Talmudim zu verbrennen“, so die Initiatorin der Ausstellung Hanna Lehming. „Die Feier der Reformation muss sich auch der offenen Auseinandersetzung mit Luthers Judenfeindschaft stellen“, so Hanna Lehming weiter. „So müsse die Frage beleuchtet werden, ob solche Äußerungen als Entgleisungen zu betrachten oder ob sie doch tiefer in der reformatorischen Theologie verankert sind.“
Ausgehend vom Leben und Wirken Martin Luthers werden in der Ausstellung zentrale Aussagen in den Schriften Martin Luthers zu Juden und Judentum dargestellt. Darüber hinaus erhalten die Ausstellungsbesucher Informationen über das jüdische Leben im Mittelalter und in der frühen Neuzeit. Die Ausstellung begnüge sich allerdings nicht mit der „Darstellung historischer Inhalte“, sondern sie fordere zugleich „die ZuschauerInnen dazu auf, selbständig eine Position zu finden“.
Der Haupttitel der Ausstellung, „Ertragen können wir sie nicht“, wurde einem Zitat aus Martin Luthers Schrift Von den Juden und ihren Lügen vom Januar 1543 entlehnt.

### Ausstellungstafeln, Begleitheft und weitere Informationsangebote
Die Ausstellung ist als Wanderausstellung konzipiert und besteht aus insgesamt 18 Tafeln, im Einzelnen 17 Informationstafeln und 1 Titeltafel. Die Tafeln sind als Bannerdisplays in Form von sogenannten Roll Ups ausgebildet, die „mit wenigen Griffen im Raum frei stehend aufgebaut werden können“. Sie haben jeweils eine Höhe von 210 cm und eine Breite von 85 cm.
Zu der Ausstellung ist ein 55-seitiges Begleitheft erschienen (auch zum Download), das thematisch wie diese aufgebaut ist und alle Texte und Bilder der Ausstellung enthält:
- Hanna Lehming, Zentrum für Mission und Ökumene – Nordkirche weltweit (Idee, Konzept und Redaktion): „Ertragen können wir sie nicht“. Martin Luther und die Juden. Begleitheft zur Ausstellung. Gestaltung: Christiane Wenn, Zentrum für Mission und Ökumene. Herausgegeben vom Referat für Christlich-Jüdischen Dialog der Nordkirche. Nordkirche, Hamburg 2014 (Download: PDF; 2,4 MB).

Das Begleitheft enthält zudem Empfehlungen für weiterführende Literatur sowie die Konditionen der Ausleihe und Angaben zu Bestellung und Kosten der Begleithefte. Außerdem werden von der Nordkirche weitere Begleitmaterialien angeboten, wie Texte und Bilder für die Bewerbung der Ausstellung sowie Unterrichtsmaterial und kirchliche Erklärungen zum Thema „Luther und die Juden“, jeweils zum Download. Darüber hinaus gibt es Vortragsangebote.
In der Regel veranstalten die jeweiligen Aussteller ergänzend zur Ausstellung ein meist individuelles Begleitprogramm mit beispielsweise einer Ausstellungseröffnung, Vorträgen, Führungen, Seminaren oder Workshops.

### Themen der Ausstellung

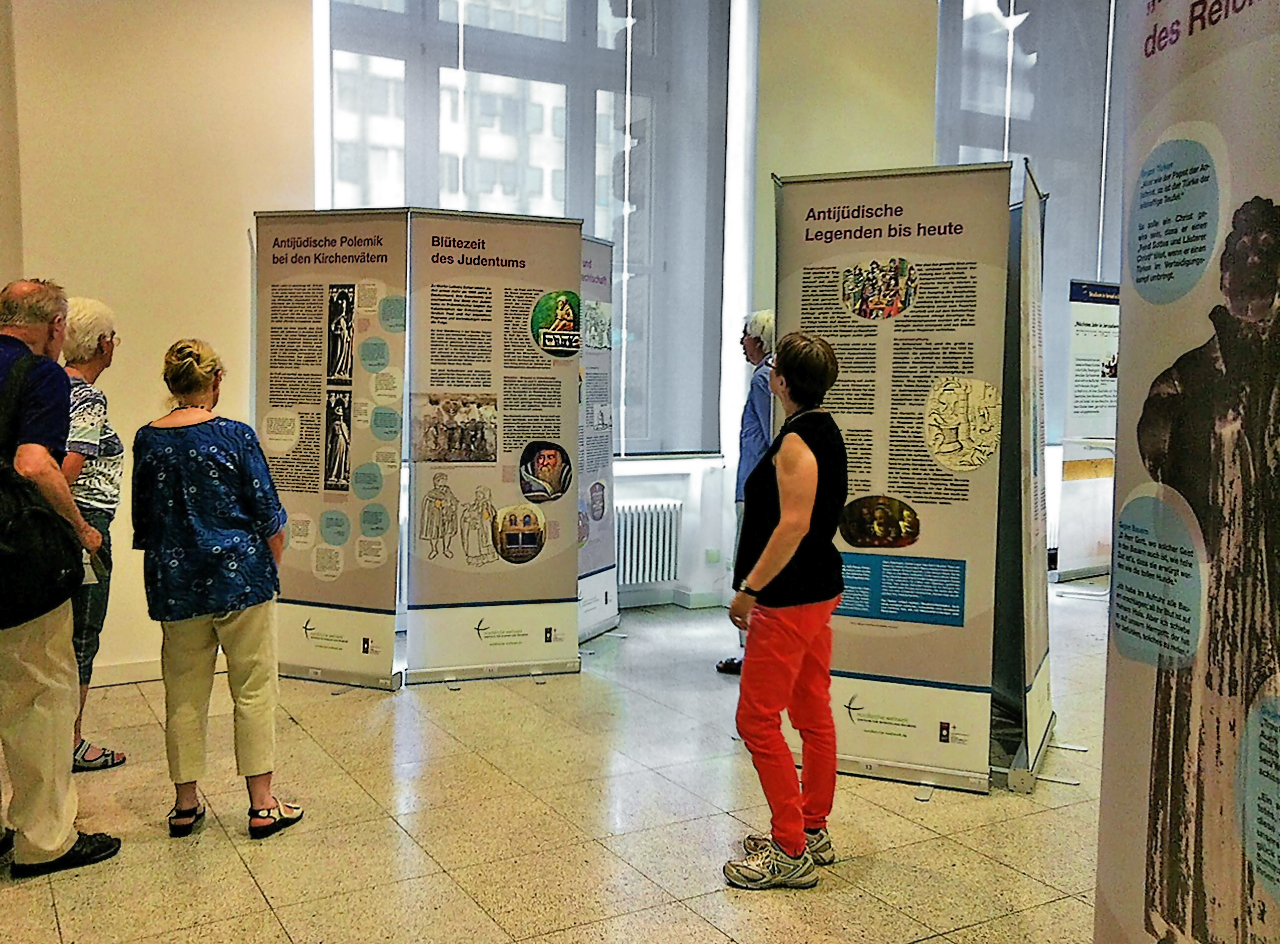
Teilbereich der Ausstellung, hier beim Deutschen Evangelischen Kirchentag 2015 in Stuttgart

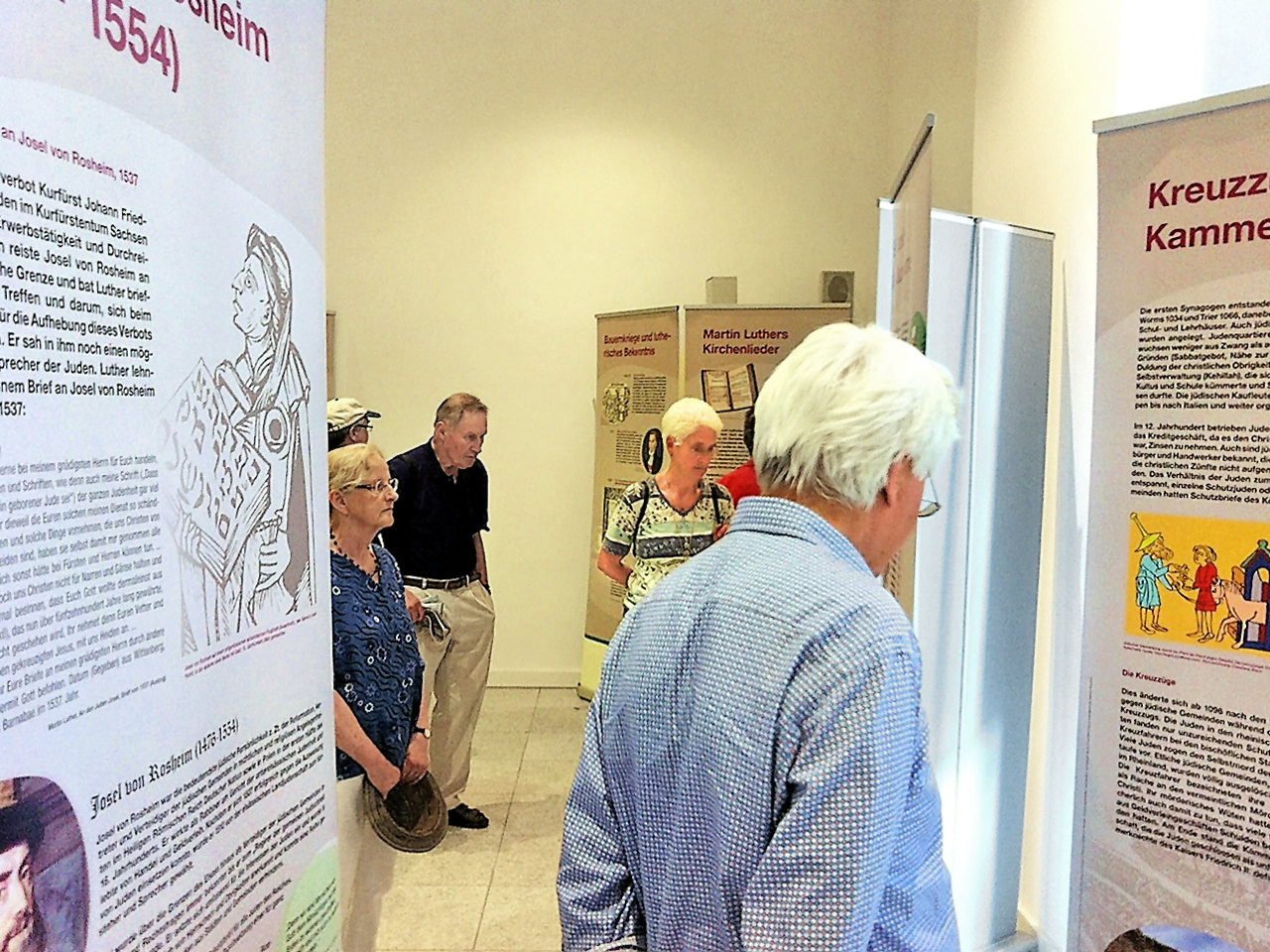
Beim Kirchentag 2015 in Stuttgart (Tafeln 15 und 12)

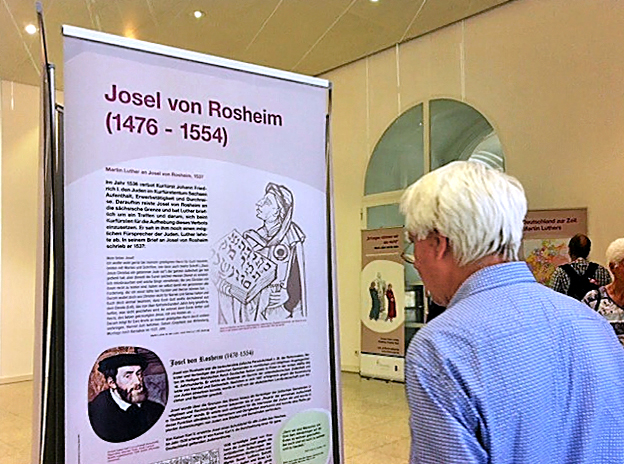
Beim Kirchentag 2015 in Stuttgart (Tafel 15)

Die 17 Tafeln (Bannerdisplays) behandeln folgende Themen:
1. Martin Luther, der Reformator
2. Wer war Martin Luther?
3. Deutschland zur Zeit Martin Luthers
4. Bauernkriege und lutherisches Bekenntnis
5. Martin Luthers Kirchenlieder
6. „Kehrseite(n)“ des Reformators
7. Luther empfiehlt Gewalt gegen Juden
8. „Judenschriften“ Luthers 1513–1526
9. „Judenschriften“ Luthers 1537–1543
10. Antijüdische Polemik bei den Kirchenvätern
11. Blütezeit des Judentums
12. Kreuzzüge und Kammerknechtschaft
13. Antijüdische Legenden
14. Vertreibungen der Juden
15. Josel von Rosheim (1476–1554)
16. Sola Scriptura – Solus Christus
17. Luther und die Juden – und wir?

### Entleiher
Die Ausstellung wird von folgenden Landeskirchen entliehen:
- Evangelisch-Lutherische Kirche in Norddeutschland (Nordkirche)
- Evangelische Landeskirche in Baden
- Evangelisch-lutherische Landeskirche Hannovers
- Evangelische Kirche in Mitteldeutschland (EKM)
- Evangelisch-Lutherische Landeskirche Sachsens (EvLKS)
- Evangelische Landeskirche in Württemberg

### Ausstellungsorte
Die Ausstellung wurde erstmals im November 2013 in der Ansgarkirche in Hamburg–Othmarschen gezeigt. Seit Januar 2014 war die in mehreren Exemplaren vorhandene Wanderausstellung an zahlreichen Orten in ganz Deutschland zu sehen. So wurde sie zum Beispiel im Jahr 2017 unter anderem an folgenden Stationen gezeigt:
- im Bereich der Nordkirche: im Schleswiger Dom, im Zentrum Kirchlicher Dienste Rostock, in mehreren Kirchen in Hamburg, in einer Schule in Pinneberg und im Jüdischen Museum Rendsburg
- im Bereich der Landeskirche Hannovers: in verschiedenen Kirchen in Bad Gandersheim, Bodenwerder, Holzminden, Lauenförde und Hannover
- im Bereich der Landeskirche Mitteldeutschland: in einer Kirche in Stendal, in der Stadtbibliothek Magdeburg, in zwei Kirchen in Wernigerode und im Rathausfoyer in Gera
- im Bereich der Landeskirche Sachsen: im Kirchgemeindehaus in Lengenfeld (Vogtland)
- im Bereich der Landeskirche Württemberg: im Bischöflichen Konvikt in Rottweil
- in Nordrhein-Westfalen (im Bereich der Evangelischen Kirche im Rheinland): im Lutherhaus in Wesel

Außerdem ging die Ausstellung 2017 auch ins Ausland und war in Dänemark in der St.-Petri-Kirche in Kopenhagen und in Løgumkloster (nahe Tondern) zu sehen.

## Sonstiges
Die Evangelische Kirche Berlin-Brandenburg-schlesische Oberlausitz (EKBO) hat anlässlich des Reformationsjubiläums eine Wanderausstellung zur gleichen Thematik geschaffen, die den Titel Martin Luther und das Judentum – Rückblick und Aufbruch trägt. Die von der EKD kofinanzierte Ausstellung wurde von einer gemeinsamen Arbeitsgruppe der EKBO und des jüdischen Touro Colleges Berlin erarbeitet und erstmals im Herbst 2015 in der Berliner Sophienkirche vorgestellt. Seither wurde sie an verschiedenen Orten in Deutschland gezeigt. Auf den Tafeln der Ausstellung sind jüdische und christliche Perspektiven dargestellt.

### Sachliteratur
- Christopher Spehr (Hrsg.): Lutherjahrbuch 2016. Organ der internationalen Lutherforschung. Herausgegeben im Auftrag der Luther-Gesellschaft. Band 83, Jahrgang 2016. Vandenhoeck & Ruprecht, Göttingen 2016, ISBN 978-3-525-87448-6, Lutherbibliographie 2016, S. 340.
- Thomas Kaufmann: Luthers ‚Judenschriften‘. Ein Beitrag zu ihrer historischen Kontextualisierung. Mohr Siebeck, Tübingen 2011, ISBN 978-3-16-150772-4.

### Rezensionen
- Silvia Kölbel: Schau zeigt Luthers Sicht auf Juden. In: Freie Presse, 7. Oktober 2017 (online).
- (pm): „Martin Luther und die Juden“ – Ausstellung im Konvikt eröffnet. In: Neue Rottweiler Zeitung, 26. September 2017 (online).
- Simone Flörke: Lauenförde: Ausstellung über „Luther und die Juden“. In: Neue Westfälische, 12. September 2017 (online).
- Heike Linde-Lembke: „Ertragen können wir sie nicht …“. Eine Ausstellung über Martin Luther im Jüdischen Museum. In: Jüdische Allgemeine, 13. Juli 2017 (online).
- (RP): Wesel: „Martin Luther und die Juden“: Ausstellung im Lutherhaus. In: Rheinische Post, 8. März 2017 (online).